# Amphisbaena leucocephala
Amphisbaena leucocephala är en ödleart som beskrevs av  Peters 1878. Amphisbaena leucocephala ingår i släktet Amphisbaena och familjen Amphisbaenidae. Inga underarter finns listade i Catalogue of Life.